# Minna Township Stadium
Das Minna Township Stadium, auch Bako Kontagora Stadium genannt, ist ein Mehrzweckstadion in Minna im Bundesstaat Niger in Nigeria. Es hat eine Kapazität von 5.000 Zuschauern, wird derzeit hauptsächlich für Fußballspiele genutzt und ist die Heimspielstätte der Niger Tornadoes. Der Bundesstaat Niger plant, die Anzahl der Plätze auf 30.000 zu erhöhen.